# Hosn Suleiman
Hosn Suleiman is een archeologische site in Syrië, gelokaliseerd ten noordoosten van Safita.
Het betreft een tempel gewijd aan de godheid Zeus Baotocecian.
Oorspronkelijk, omstreeks 2.000 vóór onze tijdrekening, was het een Kanaänitische tempel bestemd voor de god Baäl.
Wat nu overblijft zijn de resten van een Romeinse tempel, gebouwd 1e–2e eeuw. Baäl werd er vereenzelvigd met de Romeinse god Zeus en als Zeus Baotocecian vereerd.
De tempel heeft een typisch Syro-Fenicische stijl; er is een grote ommuurde rechthoekige ruimte met een centrale cella die het altaar omvat. Voor de bouw werden reusachtige stenen gebruikt. Er zijn 4 poorten; elke poort is versierd met een portiek van 8 kolommen en arendfiguren.